# Прапроче-при-Темениці
Прапроче-при-Темениці (словен. Praproče pri Temenici) — поселення в общині Іванчна Гориця, Осреднєсловенський регіон, Словенія. Висота над рівнем моря: 351,1 м.